# Wolodymyr Rybin

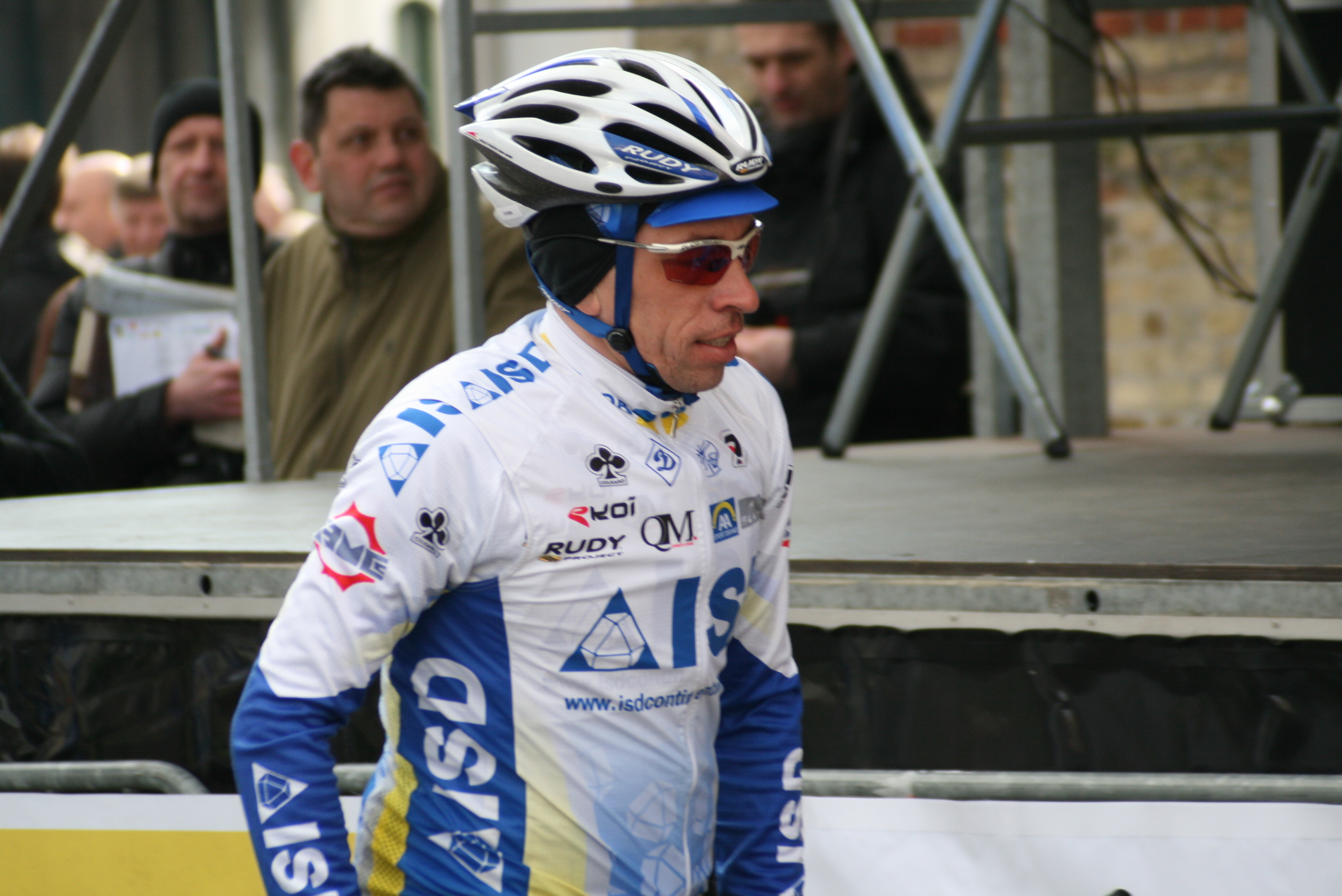
Wolodymyr Rybin bei den Driedaagse van West-Vlaanderen, 2010

Wolodymyr Iwanowytsch Rybin (ukrainisch Володимир Іванович Рибін; * 14. September 1980) ist ein ukrainischer Radrennfahrer.
Wolodymyr Rybin startete bei den Olympischen Spielen 2004 in Athen, wo er mit seinem Landsmann Wassyl Jakowlew den fünften Platz im Zweier-Mannschaftsfahren belegte. Seit 2005 fuhr er bei dem italienischen Continental Team Universal Caffè. In seinem ersten Jahr dort wurde er Weltmeister im Punktefahren bei den Bahn-Radweltmeisterschaften in Los Angeles. Ein Jahr später gewann er mit Ljubomyr Polatajko in Bordeaux die Silbermedaille im Madison. Seit 2007 fährt er bei der ukrainischen Mannschaft ISD-Sport Donetsk.

## Teams
- 2005: Universal Caffè-Styloffice
- 2006: Universal Caffè-C.B. Immobiliare
- 2007: ISD-Sport Donetsk
- 2008: ISD-Sport Donetsk
- 2009: ISD-Sport Donetsk
- 2010: ISD Continental Team